# Джуматаев, Таалайбек Оматбекович
Таалайбек Оматбекович Джуматаев (19 марта 1983) — киргизский футболист, нападающий. Лучший бомбардир чемпионата Кыргызстана 2010 года.

## Биография

### Клубная карьера
С 6-го класса занимался футболом в городе Кара-Куль.
Дебютировал в высшей лиге Кыргызстана в 1998 году в 15-летнем возрасте в составе клуба «Энергетик» (Кара-Куль). Затем без особого успеха играл за середняков и аутсайдеров высшей лиги — бишкекские «Эколог» и «Эркин-Фарм», ФК «Джалал-Абад» и ошские «Динамо-УВД» и «Алай».
В 2005 году в составе бишкекского «Шера» стал победителем первой лиги и занял второе место в споре бомбардиров с 21 забитым голом. В двух следующих сезонах попадал в топ-10 бомбардиров высшей лиги, забив в 2006 году 12 голов, а в 2007 году — 10 голов, однако его команда была не столь успешна. В 2009 году форвард покинул «Шер» и провёл сезон в составе аутсайдера «Камбар-Ата» (Джалал-Абад).
В 2010 году перешёл в «Нефтчи» (Кочкор-Ата), с которым в том же сезоне стал чемпионом Кыргызстана и финалистом Кубка страны. Забив 15 голов, стал лучшим бомбардиром чемпионата 2010 года. На следующий год стал серебряным призёром чемпионата и финалистом Кубка (в финале не играл). Принимал участие в Кубке президента АФК 2011 года. В 2012 году, когда «Нефтчи» пропускал сезон, футболист играл за «Алай» и стал бронзовым призёром, а в 2013 году снова выступал за клуб из Кочкор-Аты.
В конце карьеры играл в первой лиге Кыргызстана за «Энергетик» (Кара-Куль).
Также выступал в соревнованиях по мини-футболу за бишкекский «Фарватер».

### Карьера в сборной
Вызывался в национальную сборную Кыргызстана в 2007 году на матч с Иорданией, но остался в запасе. В 2010 году включался в состав олимпийской сборной перед Азиатскими играми, но проигнорировал вызов, за что получил полугодичную дисквалификацию, однако позднее она была снята.
Вызывался на тренировочные сборы сборной Кыргызстана по мини-футболу.